# Wyćwiklin
Wyćwiklin, miłowój, bazela, jagodnik (Basella L.) – rodzaj roślin z rodziny wyćwiklinkowatych. Obejmuje 5 gatunków, z których trzy są endemitami Madagaskaru, jeden – tropikalnej Afryki, a jeden – wyćwiklin biały, jest rozpowszechniony w tropikach na wszystkich kontynentach. Wyćwiklin biały, znany także jako szpinak malabarski, jest powszechnie uprawiany w strefie tropikalnej jako warzywo. Spożywane są mięsiste liście tej rośliny.

## Morfologia
PokrójPnącza jednoroczne i dwuletnie, o pędach mięsistych, nagich.
LiściePojedyncze, skrętoległe, ogonkowe i całobrzegie.
KwiatySiedzące, niepozorne, promieniste i obupłciowe, zebrane w kłosy. Listki okwiatu drobne i mięsiste, białe lub czerwonawe. Pręcików jest pięć. Zalążnia górna, jednokomorowa. Szyjki słupka trzy, zakończone równowąskim znamieniem.
OwoceJednonasienne, kulistawe niełupki rozwijające się w mięśniejącym i trwałym okwiecie.

## Systematyka
Wykaz gatunków
- Basella alba L. – wyćwiklin biały
- Basella excavata Elliot
- Basella leandriana H.Perrier
- Basella madagascariensis Boivin ex H.Perrier
- Basella paniculata Volkens